# وانتشانغ داي غن
الأمير العظيم وانتشانغ (완창대군 | 完昌大君), (ولد في 1305 ~ تاريخ وفاته غير معروف) هو ابن إي تشن. اسمه الشخصي إي جاهينغ (이자흥 | 李子興). أعطي اسماً منغولياً هو تابسابلهوا (탑사불화 | 塔思不花).

## حياته
هو الابن الأكبر لإي تشن, من زوجته الملكة غيونغسن. له أخ شقيق, وثلاثة إخوة غير أشقاء, وثلاثة أخوات غير شقيقات. ولد في 1305. تاريخ وفاته غير معروف, قبره في مدينة هامهنغ.
في 9 مارس 1871 أعطي لقب بعد الوفاة جونغآن (정간 | 貞簡), وفي 4 ديسمبر 1872 أعطي اللقب الأمير العظيم وانتشانغ (완창대군) من قبل الملك غوجونغ.

## الأسرة

### الأقارب
- الأب : الملك دوجو، إي تشن.
- الأم : الملكة غيونغسن.
- الإخوة :
  - الملك العظيم هوانجو, (환조대왕 | 桓祖大王).
  - الأمير العظيم وانوون, إي جاسون, (완원대군 이자선 | 完原大君 李子宣).
  - الأمير العظيم وانتشون, إي بيونغ, (완천대군 이평 | 完川大君 李平).
  - الأمير العظيم وانسونغ, إي جونغ, (완성대군 이종 | 完城大君 李宗).
- الأخوات :
  - الأميرة منهي, (문혜공주 | 文惠公主).
  - الأميرة منسك, (문숙공주 | 文淑公主).
  - الأميرة موني, (문의공주 | 文懿公主).

### العائلة
- الزوجة: السيدة بارك, (박씨 | 朴氏).
- الأبناء:
  - الأمير العظيم يونغسونغ (영성대군 | 永城大君), إي تشونغيي (이천계 | 李天桂), (ولد في 1333 ومات في 1392).